# Gustavo Spinetta
Carlos Gustavo Spinetta (Buenos Aires; 16 de agosto de 1954) es un escultor y músico de rock de Argentina. Es hermano del fallecido músico de rock Luis Alberto Spinetta. Participó en varias obras de su hermano, incluyendo el álbum Artaud (1973), considerado por la revista Rolling Stone como el mejor disco de la historia del rock argentino, así como varias portadas de sus álbumes, como la icónica tapa del álbum Pescado 2. Actualmente integra la banda Amel.

## Biografía
Su carrera musical comenzó con el bajo, con tan sólo 15 años de edad, hasta que a partir de los años 70 se vuelca a la batería y percusión. Durante la vida del grupo Almendra fue plomo de Rodolfo García. Luego de la disolución del grupo formó Tórax junto a Edelmiro Molinari.
En 1972 pintó el cuadro utilizado como tapa de Desatormentándonos, primer álbum de Pescado Rabioso. También participó como baterista en algunos temas de Artaud (1973), considerado por Rolling Stone como el mejor disco de la historia del rock de Argentina.
Más adelante, el inquieto artista y escultor fue convocado por su sobrino Dante Spinetta, para encargarse de la batería y la percusión del dúo Illia Kuryaki & The Valderramas. Un día, harto del ambiente musical, decidió dedicarse a la cerámica y la escultura.
A partir de 2006 integró como baterista la banda Amel, junto a Gonzalo Pallas (voz y guitarra), Francisco Zunana (guitarra) y Pablo Castagneris (bajo y coros), con la que grabó el álbum Amel, en 2012. La producción estuvo a cargo de Tweety Gonzalez.